# Vékás Péter
Vékás Péter (Szekszárd, 1950. április 23. –) Balázs Béla-díjas magyar operatőr, filmrendező.

## Életpályája
1968-ban érettségizett, és még ebben az évben a Nyomdaipari Szakiskola, és az Állami Nyomda tanulója lett. 1970-től mélynyomó-marató szakmunkásként az Athenaeum nyomdában dolgozott. Közben több fotószakkör tagja volt, pályázatokat nyert. Eddig több fotókiállítása volt. Később érdeklődése a film felé fordult. 1972-ben kezdte meg tanulmányait a Színház és Filmművészeti Főiskola film- és tévéoperatőri szak nappali tagozatán. A főiskola mellett 1973–1976 között kameramanként dolgozott a Magyar Televízióban. Ez idő alatt a legváltozatosabb műfajú és témájú műsorokban vett részt (riportok, vetélkedők, könnyű és komoly-zenei műsorok, tévéjátékok, stb.). 1976-ban diplomázott, majd a Mafilm, 1987-től a Magyar Mozi- és Videófilmgyár munkatársa lett. 1989-től szabadfoglalkozású operatőr; a Magyar Operatőrök Társasága (H.S.C.) tagja. Közreműködött közel 600 reklámfilmben 1976–1989 között. Ezek közül – a számtalan hazai díjon kívül – 1978-ban az „MK-27” és a „Titkos gyár” című filmek, a „Love story” című film 1980-ban a cannes-i reklámfilmfesztiválon Bronz Oroszlán díjat nyert.

## Fotókiállításai
- 1977 Fiatal Művészek Klubja
- 1981 Ferencvárosi Pincetárlat
- 1998 Róma, Magyar Akadémia
- 2001 Magyar Fotográfusok Háza
- 2002 Sárospatak, Esztergom
- 2005 Pécs
- 2008 Nyitott Műhely, Budapest
- 2009 Örökmozgó Galéria Budapest

## Fontosabb filmjei

### Dokumentumfilmek
- Ablakok Magyarországra
- Woyzeck (1978)
- Tetovált falak
- Rocknapló (1982)
- A koncert (1982)
- West Hungary
- Beautiful Budapest
- Rock ’85 (1985)
- Belsőmozi
- Szorításban
- Kölyköd voltam
- Vigyél magaddal
- A halál villamosa (1990)
- Isten veletek oroszok
- Kövek üzenete (1994)
- A mi forradalmunk (1995)
- Irán háború után (1995)
- A remény és a halál tizenkilenc napja (1996)
- Pista bácsi (1996)
- A fehér foltok magyarjai (1997)
- Szent Mihály napi játékok
- A gyakornok
- A magyar Cellini
- A hétmérföldes
- Látvány és vízió
- Száz vitéz (1998)
- Halottak napja (1999)
- Tükör (1999)
- Rácsos egyetem (2000)
- Szabadság és béklyó (2000)
- Oszlopok Gömörben (2001)
- Lusta Miksa királysága (2001)
- Dokumentátorok (2001)
- Tisztelgés a megtartó haza előtt
- Az utolsó pillanat (2002)
- Gőzhajó a Dunán (2004)
- Ökoiskolák (2006)
- A Magyar Írók Szövetsége 1956-ban
- Republic
- Lászlóffy Aladár
- Jankovics Marcell
- Szipál Márton
- Szabados György köszöntése (1999)
- Beszélő emlékházak (2001)
- Rejtett kincsek (2003, 2006)
- Néprajzi kincseink (2005)
- Egyed Ákos történész (2002)
- Beke György író, szociográfus (2002)
- Sinkó László (2002)
- Roska Tamás professzor (2002)

### Játékfilmek
- Kutyabaj (1992)
- Elektra mindörökké (1995)
- Levelek Perzsiából (1995)
- Honfoglalás (1996)
- Az időkirály birodalma (2007)

## Forgatókönyvíró, operatőr, rendező
- Veszprém megye
- A Divaldok (2000)
- Múlt, forma és lélek (2003)
- A szobor (2005)
- Veress Ferenc (2006)
- Bényi László (2007)
- Az országunk háza (2008)
- Balogh Rudolf (2009)
- A magyar zongora (2010)

## Díjai, elismerései
- 1977-87 között a magyar Reklámfilmszemlén hat alkalommal kapta az operatőri díjat
- 1982 a MAFILM kiváló dolgozója
- 1984 a „Magyar Reklámért” díj
- 1991 Balázs Béla-díj
- 2002 Miskolc Ismeretterjesztő filmszemle - Operatőri díj
- 2004 Aranyszem-díj